# Sapo-comum
O sapo-comum ou sapo-europeu (com o nome científico Bufo spinosus, mas, por vezes ainda aparece com o nome antigo Bufo bufo) é uma espécie de sapo da família Bufonidae. Encontra-se distribuído por toda a Europa, com a excepção da Irlanda e algumas ilhas mediterrânicas. A sua área de distribuição estende-se até Irkutsk na Sibéria a este e até ao norte de África a sul, nomeadamente nas montanhas do norte de Marrocos, Argélia e Tunísia.
Os adultos podem atingir os 18 centímetros e a sua pele tem uma aparência verrugosa. Apresentam uma cor de pele que vai desde o verde até ao castanho. Como defesa contra predadores, segregam uma substância tóxica, de sabor desagradável. Esta substância é normalmente suficiente para deter a maior parte dos predadores. Apesar de os adultos passarem a maior parte do tempo em terra, migram para charcos e outras fontes de água parada para acasalamento e para as fêmeas depositarem os ovos, que diferem dos ovos das rãs porque formam longos fios ao invés de uma massa amorfa. Os ovos são depositados na Primavera, quando as fêmeas tentam regressar ao local onde nasceram. Os girinos são semelhantes aos de outras espécies, exceptuando que a sua cabeça é maior, mais redonda e mais escura.
O sapo-comum alimenta-se de invertebrados como insetos, aranhas, lesmas e minhocas, que caçam com as suas línguas pegajosas. Os sapos caçam geralmente à noite, e são mais activos em dias húmidos. Durante a migração para os locais de reprodução, muitos sapos são atropelados nas estradas. Em alguns locais, túneis especiais são construídos por baixo das estradas de maneira a que os sapos possam passar e algumas associações organizam patrulhas para ajudá-los a atravessar estradas movimentadas carregando-os em baldes.
O sapo-comum é desde sempre associado na cultura popular e na literatura com a bruxaria e também serviu de inspiração para vários personagens na literatura.

## Descrição

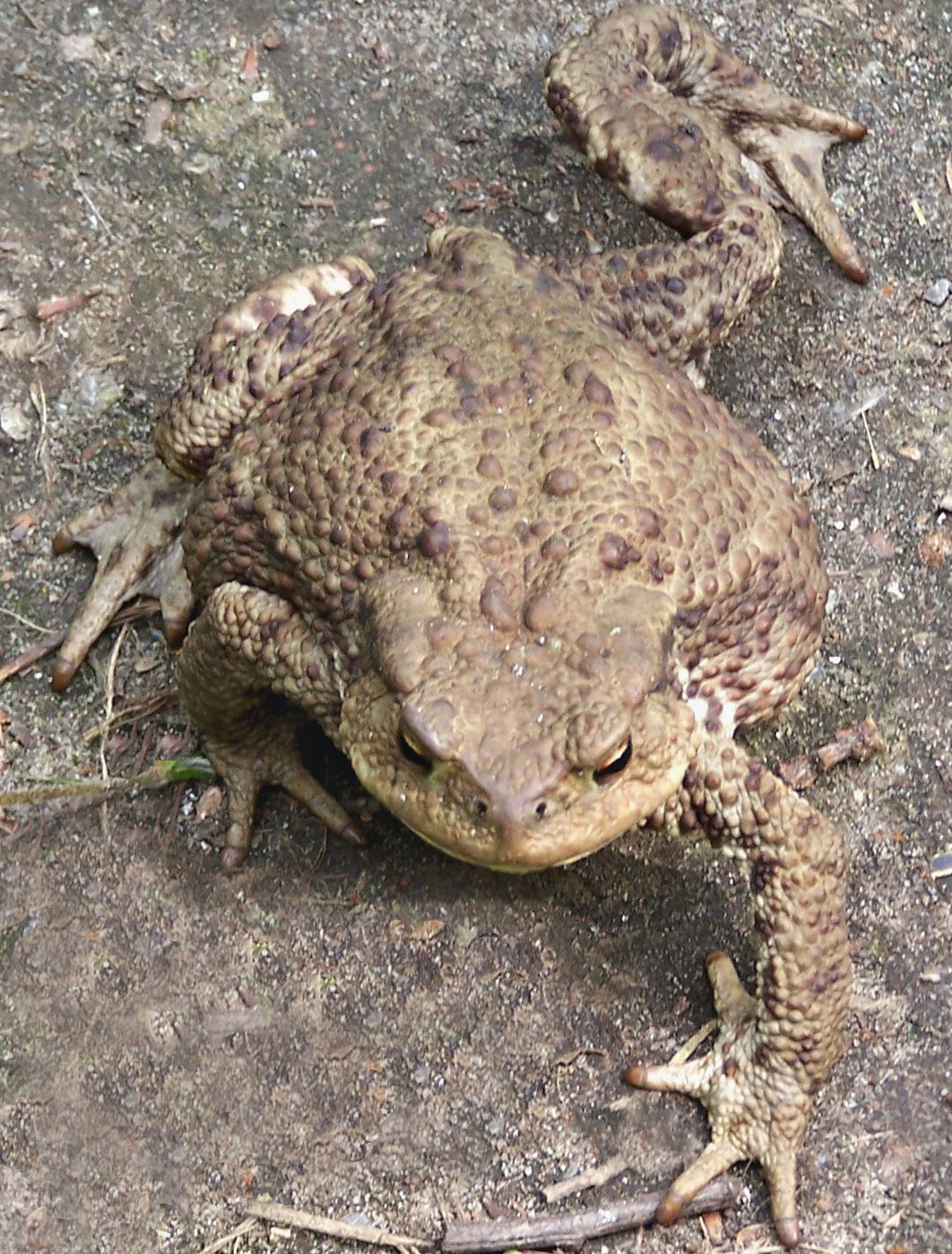
Sapo-comum a andar

O sapo-comum pode alcançar os 15 cm de comprimento. As fêmeas são normalmente mais robustas que os machos e espécimes mais a sul tendem a ser maiores que os do norte. A cabeça é larga com uma boca grande abaixo do focinho terminal que tem duas pequenas narinas. Não têm dentes. Os olhos bolbosos e salientes têm íris de cor amarela ou avermelhada e pupilas com aberturas horizontais em forma de fenda. Por detrás dos olhos estão duas regiões bolbosas, as glândulas parotoides que estão posicionadas obliquamente. Contêm uma substância tóxica, bufotoxina, usada para deter potenciais predadores. A cabeça une-se ao corpo sem um pescoço visível e não têm saco vocal externo. O corpo é largo e achatado, e colocado rente ao chão. Os membros anteriores são curtos com os dedos das patas virados para dentro. Durante a época de reprodução, os machos desenvolvem almofadas nupciais nos primeiros três dedos, que usam para agarrar as fêmeas durante o acasalamento. Os membros posteriores são curtos em relação às de outras rãs e as patas posteriores têm dedos compridos e sem membrana interdigital. Não possuem cauda. A pele é seca e coberta com altos semelhantes a verrugas. A sua cor é castanho, castanho-dourado ou castanho-acinzentado, por vezes parcialmente manchado ou com bandas de cor mais escuro. O sapo-comum tende a ser sexualmente dimórfico com as fêmeas mais castanhas e os machos mais cinzentos. O ventre é branco sujo pintalgado com manchas cinzentas e pretas.
Outras espécies com o qual o sapo-comum pode ser confundido incluem o sapo-corredor (Epidalea calamita) e o sapo-verde-europeu (Pseudepidalea virdis). Aquele é normalmente mais pequeno e possui uma banda amarela ao longo das suas costas enquanto que o último tem um padrão pintalgado característico. As glândulas parotoides de ambos são paralelas em vez de oblíquas como as do sapo-comum. A rã-comum (Rana temporaria) também é semelhante na aparência mas tem um focinho menos arredondado, pele húmida e macia e normalmente movimenta-se por saltos.
Os sapos-comuns podem viver muitos anos e sabe-se que podem sobreviver cinquenta anos em cativeiro. Na natureza, pensa-se que vivam entre dez e doze anos. A sua idade pode ser determinada contando o número de anéis de crescimento nos ossos das suas falanges.

## Taxonomia

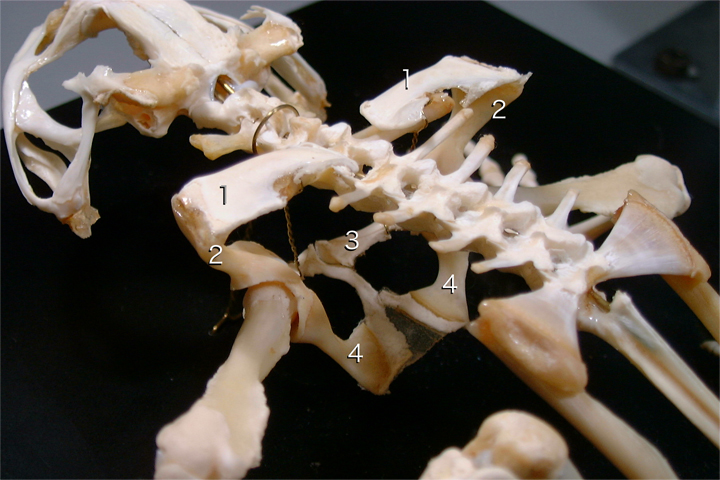
Esqueleto mostrando a cintura escapular: 1 supraescápula, 2 omoplata, 3 clavícula, 4 procoracoidal

Ao sapo-comum foi inicialmente dado o nome binomial Rana bufo pelo biólogo sueco Carolus Linnaeus na 10ª Edição do Systema Naturae em 1758. Nesta obra, colocou todas as rãs e sapos num único género, Rana. Mais tarde, tornou-se óbvio que o género deveria ser subdividido, e em 1768, o naturalista austríaco Josephus Nicolaus Laurenti colocou o sapo-comum no género Bufo, nomeando-o de Bufo bufo. Sapos neste género estão incluídos na família Bufonidae, os sapos verdadeiros.
Várias sub-espécies de Bufo bufo foram reconhecidas ao longo dos anos. O sapo do Cáucaso pode ser encontrado nas regiões montanhosas do Cáucaso e foi a certo tempo classificado de Bufo bufo verrucosissima. Devido ao seu genoma maior e por diferenciar-se de Bufo bufo morfologicamente, é agora reconhecido como Bufo verrucosissimus. Bufo bufo spinosus encontra-se na região Mediterrânica. Cresce até a um tamanho maior e a sua pele é mais espinhosa que indivíduos localizados mais a norte e com os quais há intergradação. É agora aceite como Bufo spinosus. Bufo bufo gredosicola restringe-se à Sierra de Gredos, uma cordilheira no centro de Espanha. Tem glândulas parotoides especialemente grandes e a sua cor tende a ser mais às manchas do que uniforme. É considerada sinónima de Bufo bufo.
Bufo bufo faz parte de um complexo de espécies, um grupo de espécies relacionadas entre as quais a demarcação exacta não é clara. Acredita-se que várias espécies contemporâneas formam um grupo antigo de taxa relacionados de tempos pré-glaciais. Estes são Bufo spinosus, Bufo verrucosissimus e Bufo japonicus. O sapo-comum europeu (Bufo bufo) parece ter surgido mais tarde. Crê-se que a distribuição da forma ancestral estendia-se até à Ásia mas o isolamento entre o tipo oriental e ocidental ocorreu como resultado da maior aridez e desertificação no Médio Oriente durante o Mioceno médio. A relação taxonómica exacta entre espécies permanece pouco clara. Estudos serológicos de populações de sapos da Turquia realizados em 2001 examinaram as proteínas do soro sanguíneo de Bufo verrucosissimus e Bufo spinosus. Foi concluído que as diferenças entre as duas espécies não eram significativas e por isso a primeira deveria ser considerada sinónima da segunda.
Um estudo publicado em 2012 examinou as relações filogenéticas entre espécies Euroasiáticas e do Norte de África no grupo Bufo bufo e indicou que o grupo tem uma longa história evolutiva. Bufo eichwaldi, uma espécie presente no sul do Azerbeijão e do Irão descrita recentemente, separou-se da linhagem principal entre nove e treze milhões de anos atrás. Divisões posteriores ocorreram quando Bufo spinosus se separou há cerca de cinco milhões de anos, num evento que separou as populações da Península Ibérica das presentes no resto da Europa. As restantes linhagens europeias separaram-se em Bufo bufo e Bufo verrucosissimus há menos de três milhões de anos durante o Pleistoceno.
Muito ocasionalmente o sapo-comum hibridiza com o sapo-corredor (Epidalea calamita, anteriormente B. calamita).

## Distribuição e habitat
O sapo-comum é o quarto anfíbio mais comum na Europa, a seguir à Rana temporaria, Pelophylax esculentus e o tritão-comum (Lissotriton vulgaris). Pode ser encontrado por todo o continente com excepção da Islândia, as regiões mais a norte da Escandinávia onde é demasiado frio, e certas ilhas mediterrânicas como Malta, Creta, Córsega, Sardenha e as Ilhas Baleares. O limite oriental da sua distribuição é em Irkutsk na Sibéria e para sul, estende-se até partes do noroeste de África nas montanhas nortenhas de Marrocos, Argélia e Tunísia. Um variante relacionado vive no Extremo Oriente, incluindo no Japão. O sapo-comum habita em locais com altitude até 2500 metros na parte sul da sua área de distribuição. Habita principalmente em áreas florestadas com coníferas, árvores de folha caduca e bosques mistos, especialmente em localidades húmidas. Também ocupa ambientes rurais abertos, campos, parques e jardins, e frequentemente ocorre em zonas secas bastante longe de águas paradas.

## Comportamento

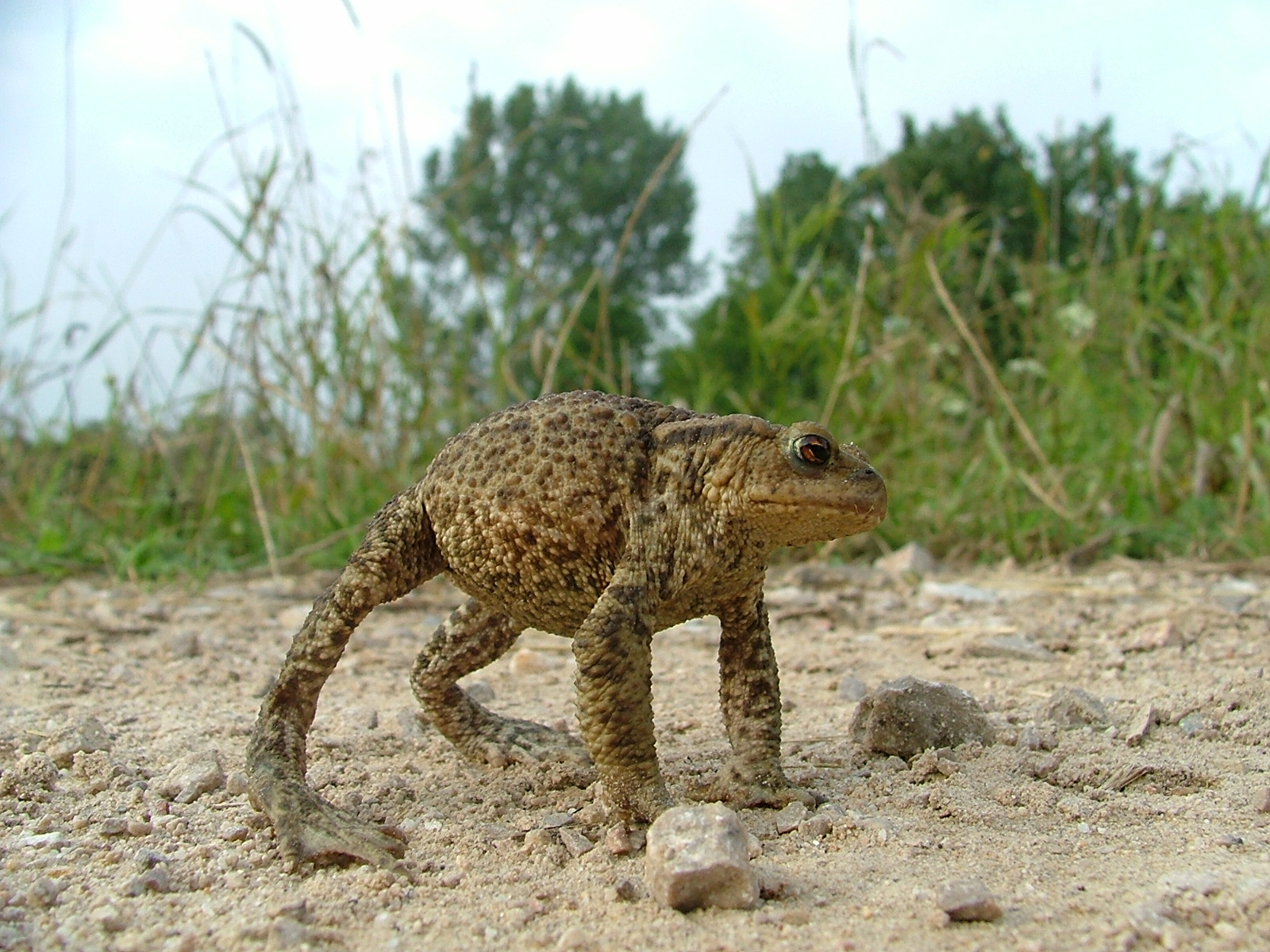
Sapo-comum em posição defensiva, Polónia.

O sapo-comum movimenta-se normalmente a andar lentamente ou por pequenos saltos envolvendo as quatro patas. Passa a maior parte do dia escondido em abrigos escavados sob a folhagem ou debaixo de uma raiz ou de uma pedra onde a sua coloração o torne inconspícuo. Emerge ao crepúsculo e pode mover-se certa distância no escuro enquanto caça. Está mais activo em tempo húmido. De manhã terá já regressado à sua base e pode ocupar o mesmo local durante vários meses. É voraz e come bichos-de-conta, lesmas, escaravelhos, lagartas, moscas, minhocas e até pequenos ratos. Presas pequenas e rápidas podem ser apanhadas por um chicotear da língua enquanto que itens maiores são apanhados com as mandíbulas. Não tendo dentes, engole a comida inteira numa série de goles. Não reconhece as suas presas como tal, mas antes tentará consumir qualquer objecto pequeno, escuro e em movimento que encontre à noite. Um estudo mostrou que tentam agarrar um pedaço de papel preto de 1 cm como se fosse uma presa mas que não ligaria a peças em movimento maiores. Sapos parecem usar dicas visuais para alimentação e conseguem ver as suas presas a intensidades de luz muito baixas, tão baixas que humanos não conseguiriam discernir nada a essas intensidades. Periodicamente, o sapo-comum liberta a sua pele, que sai em farrapos e é depois consumida.

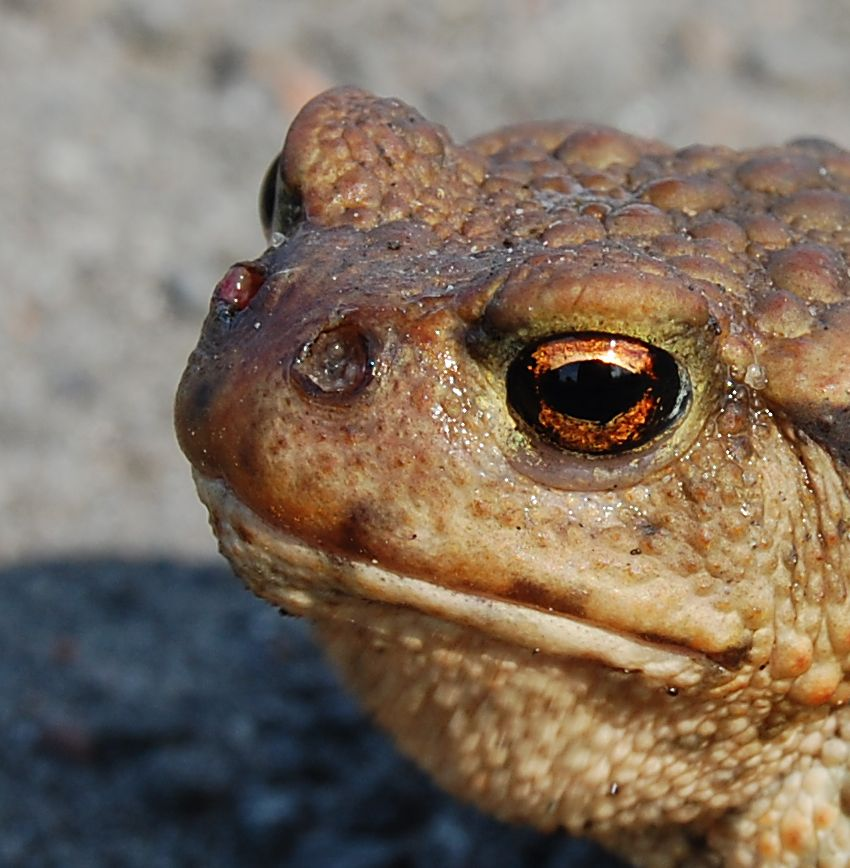
Infectado com larvas de Lucilia bufonivora, Polónia.

Quando atacado, o sapo-comum adopta uma posição característica, inchando o seu corpo e colocando-se em pé com as patas traseiras levantadas e a sua cabeça baixa. O seu meio principal de defesa é a secreção de sabor acre produzida pela glândulas parotoides e outras glândulas na sua pele. Esta contém uma toxina chamada bufagina e é suficiente para deter muitos predadores embora a cobra-de-água-de-colar não pareça ser afectada por ela. Outros predadores de sapos adultos incluem ouriços, ratos e visons, e mesmo gatos domésticos.
Aves que se alimentam de sapos incluem garças, gralhas e aves de rapina. Gralhas já foram observadas a perfurar a pele com o seu bico e depois retirar o fígado do animal, evitando assim ingerir a toxina. Os girinos também exudam substâncias nocivas que desencorajam que peixes os comam mas que não impede o tritão-de-crista. Invertebrados aquáticos que se alimentam de girinos de sapo incluem larvas de libelinha, escaravelhos da família Dytiscidae e percevejos da família Corixidae. Estes evitam geralmente as secreções nocivas perfurando a pele dos girinos e sugando os líquidos.
Uma mosca parasita, Lucilia bufonivora, ataca sapos-comuns adultos. Deposita os seus ovos na pele do sapo e quando estes eclodem, as larvas rastejam para as narinas do sapo e comem a sua carne internamente com consequências letais. Sphaerium corneum é invulgar na medida em que trepa plantas aquáticas e se desloca no seu pé. Por vezes agarra-se ao pé de um sapo-comum e julga-se que isto será uma maneira de se dispersar para outras localidades.
Em 2007, investigadores que estavam à procura do monstro do Loch Ness, na Escócia, usando um veículo submarino operado remotamente, observaram um sapo-comum a saltar ao longo do fundo do lago a uma profundidade de 99 m. Ficaram surpreendidos por encontrar um animal que respira ar vivo a tais profundidades.

### Reprodução

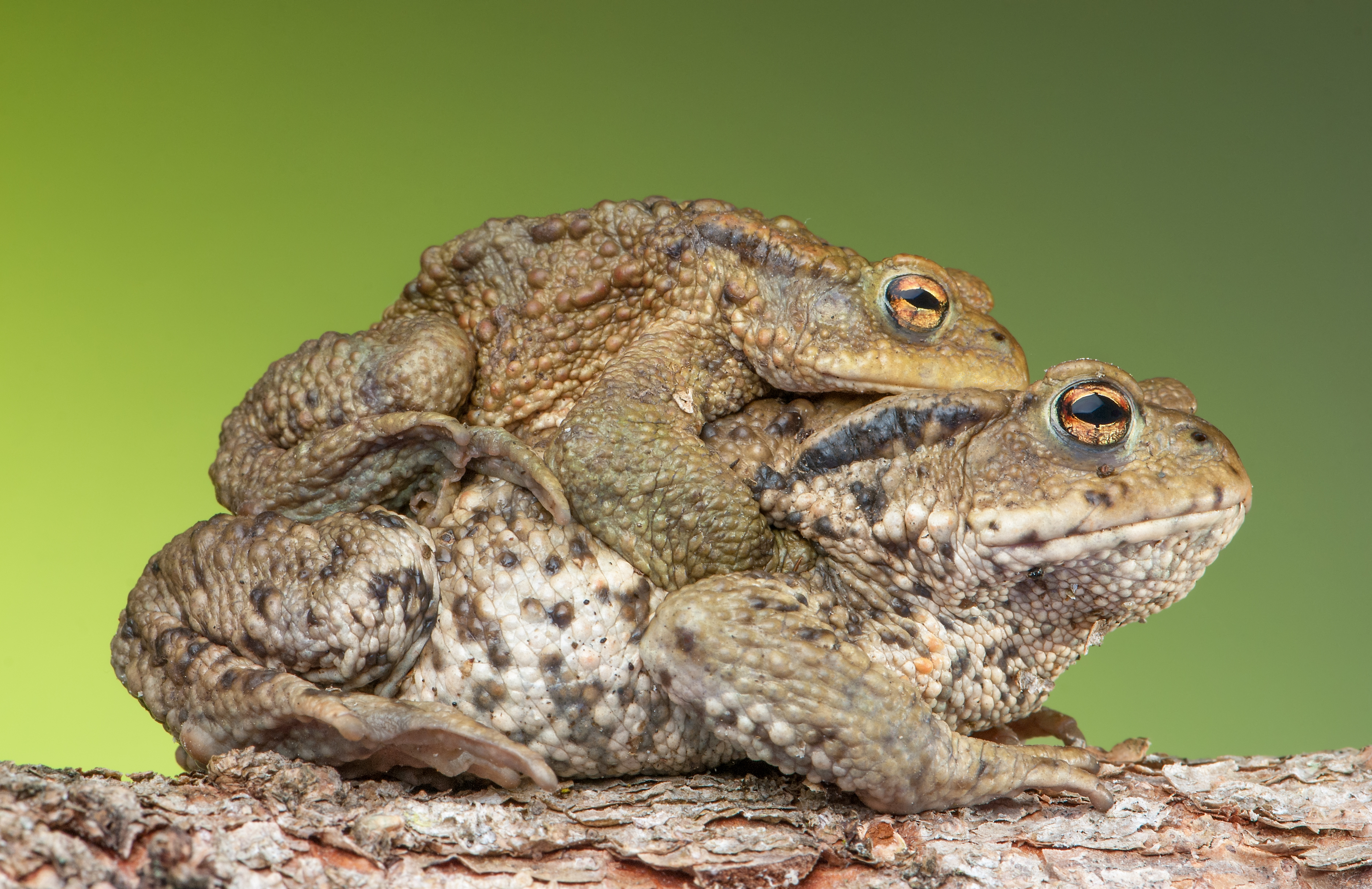
Amplexo

O sapo-comum emerge de hibernação na Primavera e há uma migração em massa em direcção a locais de reprodução. Os sapos convergem em determinados charcos que preferem ao mesmo tempo evitando outros cursos de água que parecem em tudo adequados. Adultos usam a mesma localidade todos os anos e mais de 80% dos machos marcados enquanto juvenis foram encontrados a voltar ao mesmo charco onde desovaram. Eles encontram o seu caminho para estes principalmente usando pistas olfatórias e magnéticas. Em experiências científicas, sapos que foram transportados para outro lugar e implantados com aparelhos de localização conseguem localizar o seu charco de reprodução escolhido quando a deslocação excede três quilómetros.

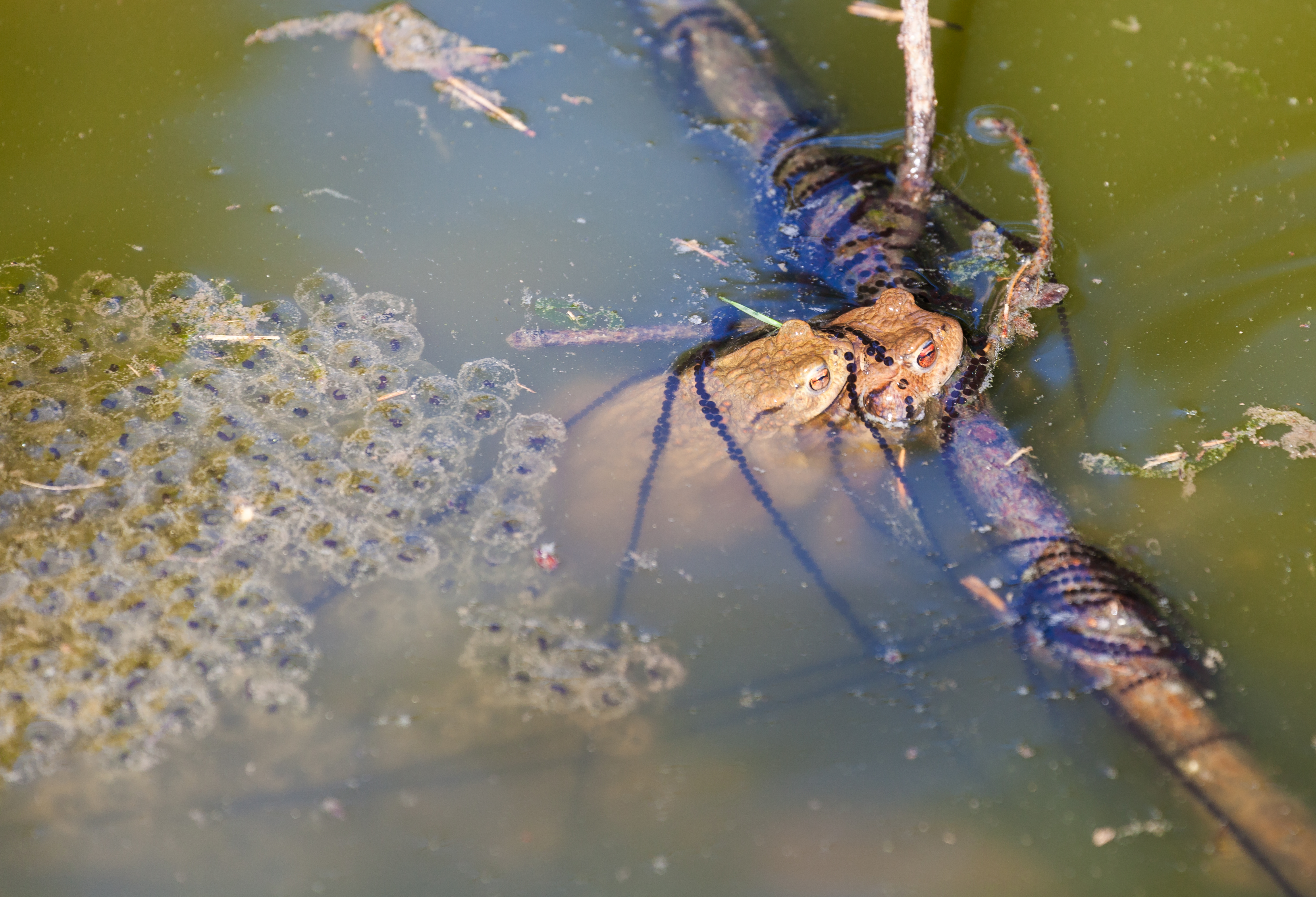
Amplexo e ovos

Os machos chegam primeiro e permanecem no local durante várias semanas enquanto as fêmeas apenas ficam o tempo suficiente para acasalar e desovar. Ao invés de lutarem pelo direito de acasalar com uma fêmea, sapos macho resolvem disputas pelo tom das suas vozes. O coaxar fornece uma indicação fiável do tamanho do corpo e portanto de galantaria. No entanto, lutas ocorrem em algumas ocasiões. Num estudo em um charco onde os machos ocorriam em números quatro a cinco vezes superiores às fêmeas, 38% dos machos ganhavam o direito a acasalar derrotando rivais em combate ou retirando outros machos já montados em fêmeas. Sapos macho geralmente estão em maior número que as fêmeas em charcos de reprodução. Um estudo sueco mostrou que a mortalidade das fêmeas era superior à dos machos e que 41% das fêmeas não ia ao charco de reprodução na Primavera e perdia um ano antes de se reproduzir novamente.

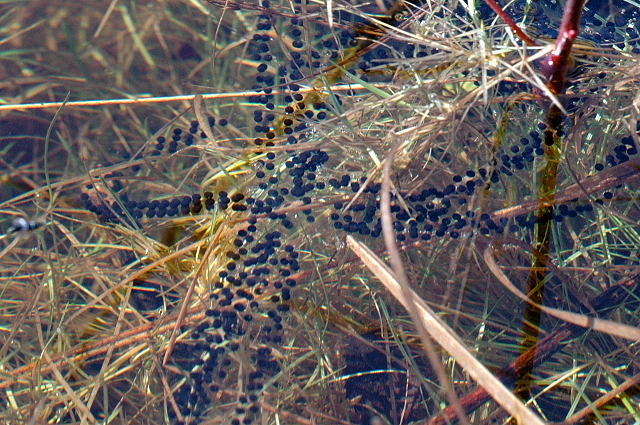
Fios de ovos, Bélgica

Os machos montam as costas das fêmeas, agarrando-as com as suas patas dianteiras em baixo das axilas num aperto conhecido como amplexo. Os machos são muito entusiásticos, e tentarão agarrar peixes ou objectos inanimados e muitas vezes montam as costas de outros machos. Por vezes vários sapos formam uma pilha, com cada um dos machos a tentar agarra a fêmea na base. É um período stressante e a mortalidade é alta entre sapos reprodutores. Um macho com sucesso permanece no amplexo por vários dias e, à medida que a fêmea deposita um fio duplo e comprido de pequenos ovos pretos, fertiliza-os com o seu esperma. O par vagueia pelos baixios do charco, encavalitados, e os fios de ovos gelatinosos, que poderá conter 3 mil a 6 mil ovos e ter um comprimento de 3 a 4,5 metros, emaranham-se nos caules das plantas.
Os fios de ovos absorvem água e incham, e pequenos girinos eclodem após duas a três semanas. A princípio, permanecem agarrados ao restos do fio e alimentam-se da gelatina. Mais tarde afixam-se à parte de baixo de folhas de vegetação aquática antes de se tornarem livres nadadores. Os girinos à primeira vista parecem semelhantes ao de Rana temporaria mas são de uma cor mais escura, sendo pretos em cima e cinzento-escuro em baixo. Podem-se distinguir de girinos de outras espécies pelo facto da boca ser da mesma largura que o espaço entre os olhos, e que esta é o dobro do tamanho da distância entre as narinas. Durante o curso de algumas semanas as suas pernas desenvolvem-se a a cauda é absorvida gradualmente. Às doze semanas de idade são sapos em miniatura medindo cerca de 1,5 cm de comprimento e estão prontos a sair do charco.

### Desenvolvimento e crescimento

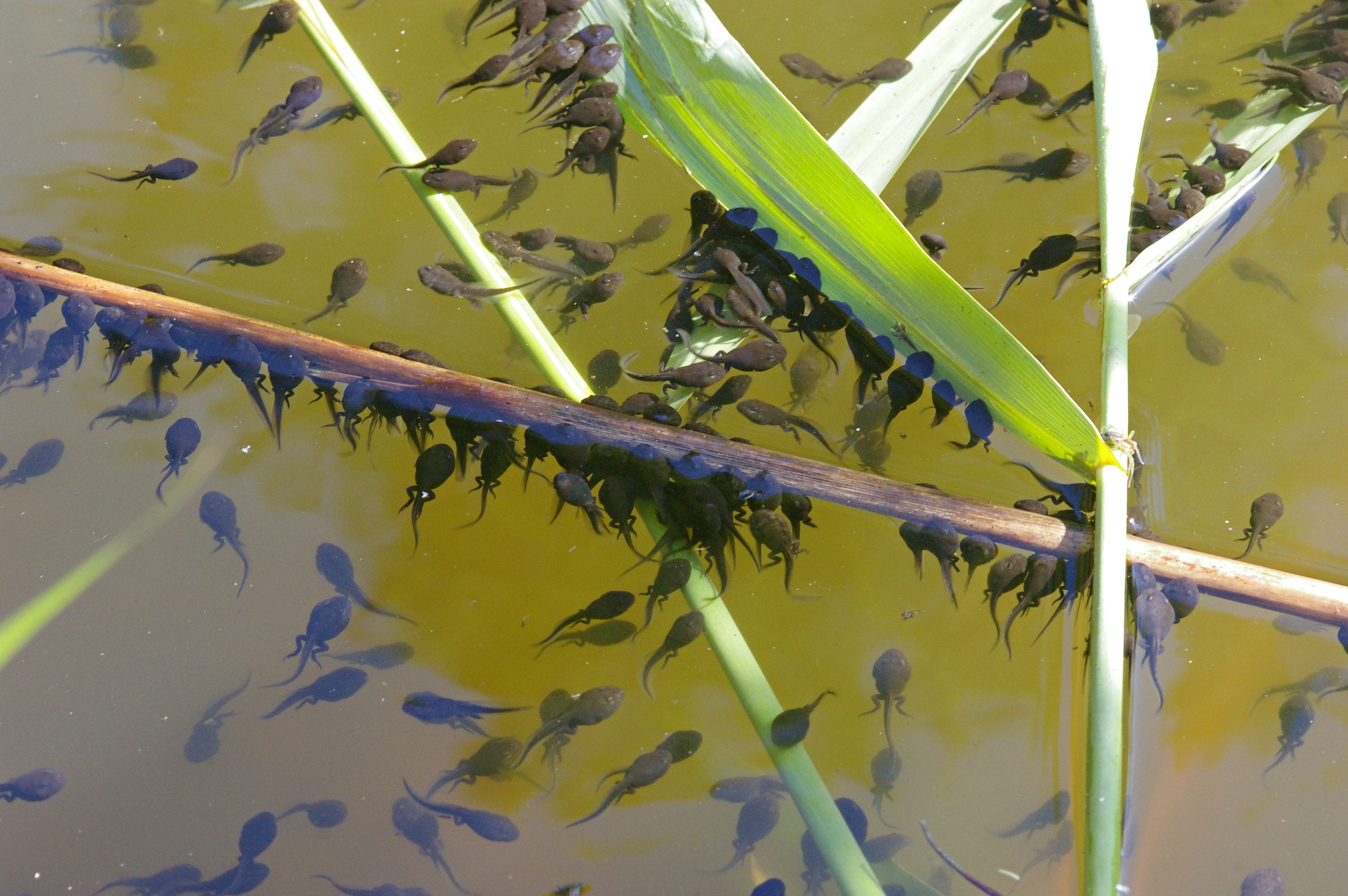
Girinos, alguns com patas traseiras, Alemanha

O sapo-comum atinge a maturidade sexual entre os três e os sete anos de idade mas há uma grande variabilidade entre populações. Os juvenis são muitas vezes parasitados por nemátodes da espécie Rhabdias bufonis. Isto diminui as taxas de crescimento e reduz estâmina e aptidão. Juvenis maiores durante a metamorfose crescem sempre mais rápido do que mais pequenos que foram criados em charcos com maior número de indivíduos. Mesmo quando possuem alta carga de parasitas, os juvenis maiores crescem mais rápido do que indivíduos de menor tamanho com cargas parasíticas menores. Depois de vários meses com infecções vérmicas pesadas, alguns juvenis em um estudo pesavam apenas metade do que juvenis controlo. A anorexia nervosa causada pelos parasitas provocou uma diminuição da quantidade de comida ingerida e alguns morreram. Um outro estudo investigou se o uso de fertilizantes nitrogenados afectam o desenvolvimento de girinos de sapo-comum. Os girinos foram colocados em soluções diluídas de nitrato de amónio de potência variável. Determinou-se que a certas concentrações, todas acima das normalmente encontradas no campo, o crescimento e metamorfose foram acelerados, mas a outras, não houve diferença significativa entre os girinos submetidos à experiência e os controlos. No entanto, foram encontrados alguns padrões de natação pouco usuais e algumas deformações nos animais da experiência.
Foi feita uma comparação entre a taxa de crescimento de juvenis recém-metamorfoseados de diferentes altitudes e latitudes da Noruega, Alemanha, Suiça, Países Baixos e França. A princípio as taxas de crescimento de machos e fêmeas eram idênticas. À medida que ficavam adultos, a sua taxa de crescimento abrandou para cerca de 21% da taxa inicial e tinham chegado a 95% dos tamanho esperado em adulto. Algumas fêmeas que estavam no ciclo de reprodução bienal continuaram a crescer rapidamente por um período maior de tempo. Ajustando para diferenças em temperatura e o comprimento da estação do ano de crescimento, os sapos cresceram e maturaram a aproximadamente a mesma taxa nas quatro localidades mais frias. Estes juvenis chegaram à maturidade após 1,09 anos nos machos e 1,55 anos nas fêmeas. No entanto, os sapos jovens das planícies de França cresceram mais depressa e por mais tempo até um tamanho muito maior levando em média 1,77 anos nos machos e 2,49 anos nas fêmeas antes de atingir a maturidade.

## Conservação

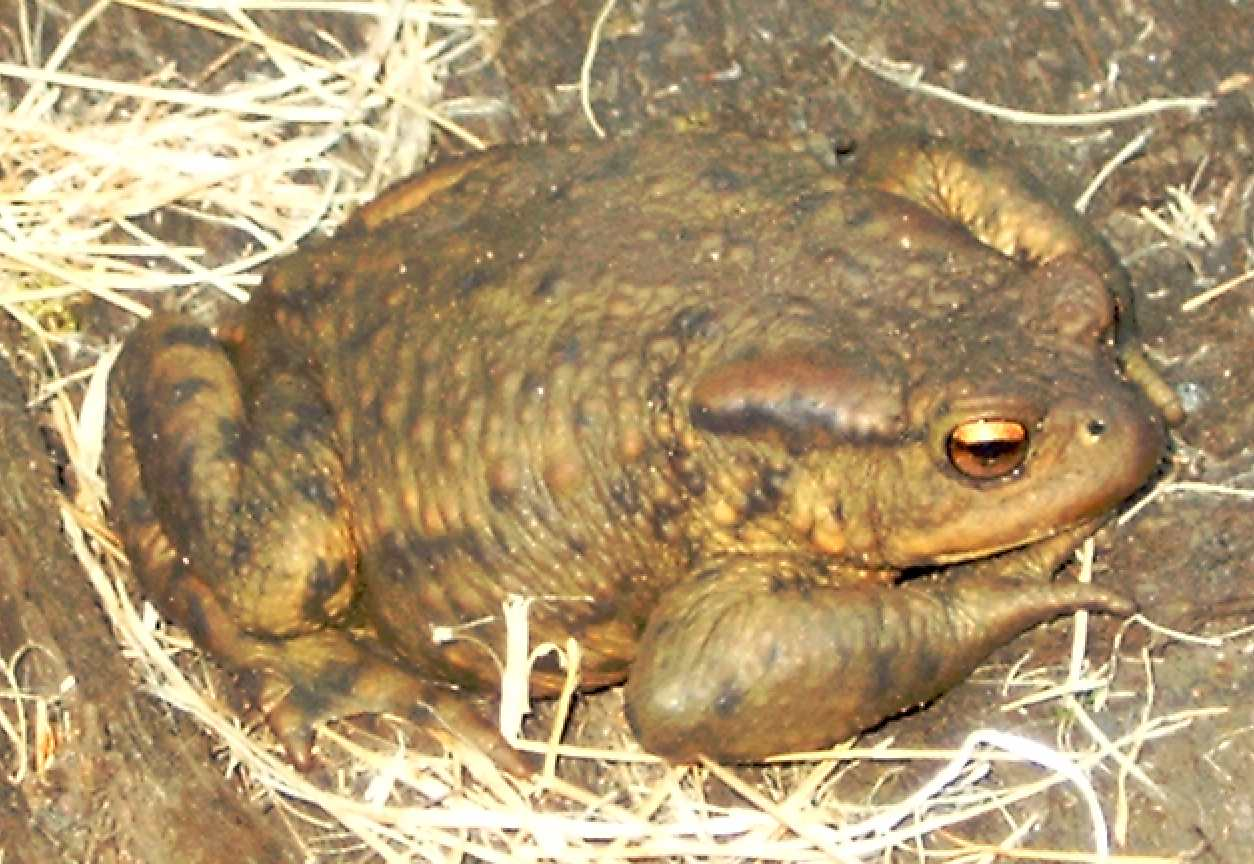
O sapo-comum não se encontra particularmente ameaçado.

A Lista vermelha da UICN considera que o sapo-comum é uma espécie "Pouco preocupante", uma vez que tem uma distribuição alargada e é, na maior parte da sua distribuição, uma espécie comum. Não está particularmente ameaçada por perda de habitat uma vez que é adaptável e pode ser encontrada em florestas decíduas e coníferas, mato, prados, parques e jardins. Prefere áreas húmidas com folhagem densa. As maiores ameaças que enfrenta incluem perda local de habitat, drenagem de zonas húmidas onde se reproduz, actividades agrícolas, poluição e mortalidade nas estradas. Quitridiomicose, uma doença infecciosa de anfíbios, foi relatada em sapos-comuns em Espanha e no Reino Unido e pode afectar outras populações.
Há partes da sua distribuição onde o sapo-comum parece estar em declínio. Em Espanha, aumento da aridez e perda de habitat levaram à diminuição da população e é considerada como "Quase ameaçada". Uma população na Sierra de Gredos enfrenta predação por lontras e competição da rã Rana perezi. Tanto as lontras como as rãs parecem estar a estender a sua área de distribuição até maiores altitudes. O sapo-comum não pode ser comercializado no Reino Unido mas mesmo com esta protecção há um pequeno declínio no número de sapos e foi declarado por isso uma espécie prioritária para o Plano de Acção para a Biodiversidade. Na Rússia, é considerada uma "Espécie Rara" nas províncias de Basquíria, Tartária, Okrug de Iamalo-Nenets e Irkutsk, mas durante a década de 1990, tornou-se mais abundante no Oblast de Moscovo.
Populações urbanas de sapo-comum que ocupam pequenas áreas e estão isoladas por desenvolvimento urbano mostram um nível de diversidade genética mais baixo e aptidão reduzida comparada com populações rurais próximas. Os investigadores demonstraram-no por análise genética e observando um maior número de anormalidades físicas em girinos urbanos comparados com os rurais quando criados num ambiente controlado. Foi considerado que a diminuição de números a longo prazo e fragmentação do habitat pode reduzir a persistência da população em tais ambientes urbanos.

### Atropelamentos

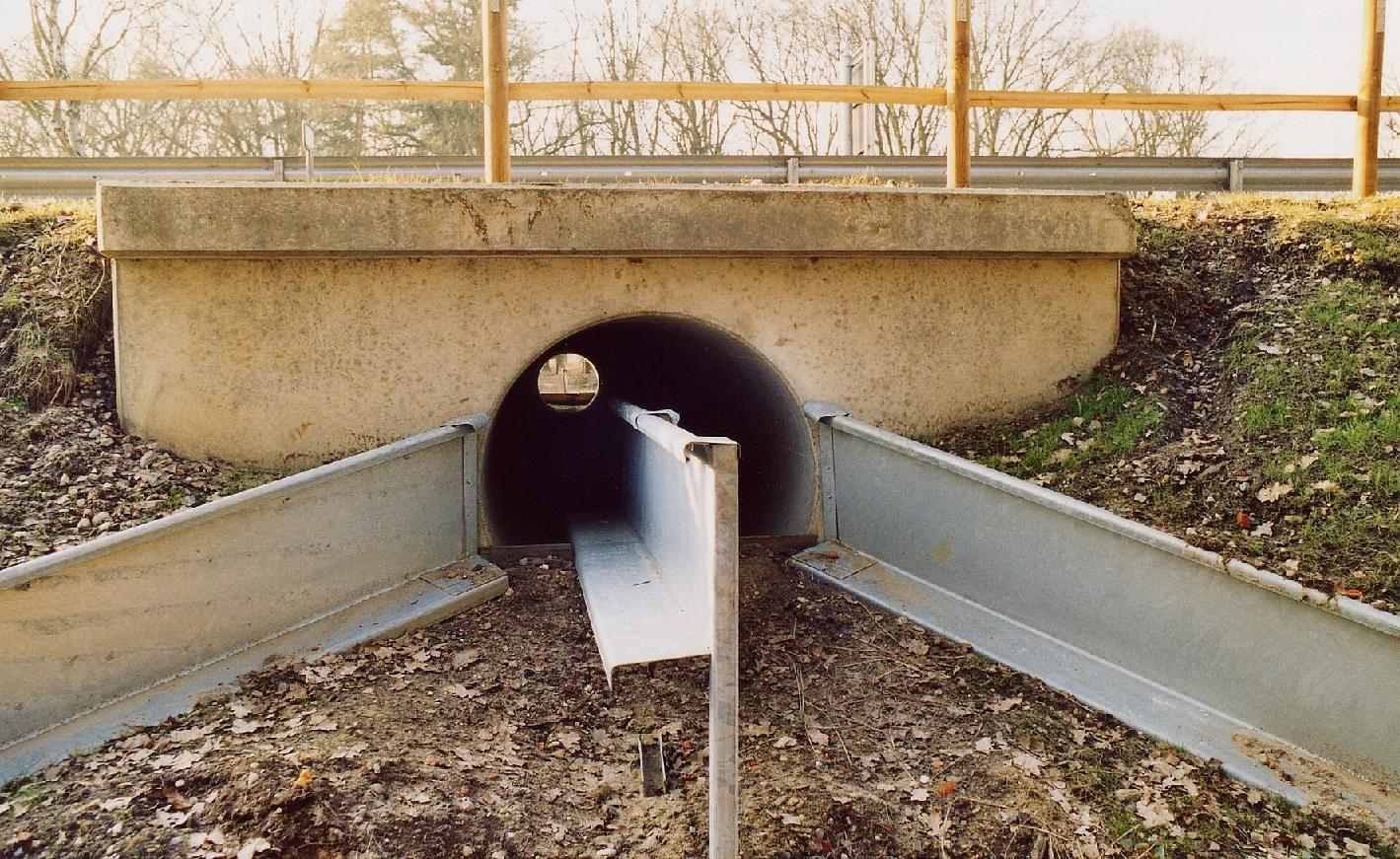
Túnel debaixo da estrada para sapos, Alemanha

Muitos sapos são mortos no trânsito enquanto migram para os seus locais de reprodução. Na Europa têm a maior taxa de mortalidade nas estradas entre os anfíbios. Muitas das mortes ocorrem em lanços de estrada onde riachos correm por baixo o que mostra que as rotas de migração seguem cursos de água. Em alguns lugares da Alemanha, Grã-Bretanha, Itália e Polónia, túneis especiais têm sido construídos para que os sapos possam atravessar debaixo das estradas e em segurança. Em outros locais, grupos de conservação locais realizam "patrulhas de sapos", carregando os anfíbios em baldes de um lado ao outro da estrada em pontos de cruzamento movimentados. Os sapos começam a mover-se durante o crepúsculo e para eles se deslocarem para longe, a temperatura precisa de ficar acima dos 5º C. Numa noite quente e húmida eles podem continuar a mover-se toda a noite mas se as temperaturas baixarem, podem parar mais cedo. Foi feita uma estimativa da significância de atropelamento de animais em populações de sapos na Holanda. O número de fêmeas mortas durante a migração primaveril numa estrada rural pouco movimentada (dez veículos por hora) foi comparada com o número de fios de ovos colocados em zonas húmidas próximas. Uma mortalidade de 30% foi encontrada, com a taxa de mortalidade entre os machos provavelmente de uma ordem de grandeza similar.

## Bufotoxina
A principal substância tóxica encontrada nas glândulas parotoides e pele do sapo-comum chama-se bufotoxina. Foi isolada pela primeira vez por Heinrich Wieland e seus colegas em 1922. Vinte anos depois conseguiram identificar a sua estrutura. Entretanto, outros conseguiram isolar o mesmo composto e o seu precursor esteroide bufotalina a partir de Bufo japonicus. Em 1986, investigadores da Universidade do Estado do Arizona já tinham conseguido sintetizar os constituintes do veneno do sapo bufotalina, bufalitoxina e bufotoxina. A fórmula química da bufotoxina é C40H60N4O10. Os seus efeitos físicos são semelhantes aos de digitalis que em doses pequenas aumenta a força com que o músculo do coração se contrai e que é usado no tratamento de Insuficiência cardíaca congestiva. A pele de um sapo contém toxina suficiente para causar sintomas severos ou mesmo morte em animais, incluindo no homem. Efeitos clínicos incluem irritação grave e dor nos olhos, boca, nariz e garganta, sintomas cardiovasculares e respiratórios, paralisia e convulsões, aumento da salivação, vómitos, hipercaliemia, cianose e alucinações. Não há um antiveneno conhecido. O tratamento consiste no apoio às funções respiratórias e cardiovasculares, prevenção de absorção e electrocardiografia para monitorar a condição. Atropina, fenitoína, colestiramina e lidocaína podem vir a ser úteis na sua gestão.

## Significado cultural

Brasão do Diabo.

O sapo tem sido desde sempre considerado um animal de mau agouro ou uma ligação ao mundo dos espíritos. Esta ligação pode ter as suas origens pelo facto do animal usar como habitat tanto a água como a terra. Pode causar repugnância devido à sua pele escurecida e rugosa, aos seus movimentos lentos e pela forma como emerge de um buraco escuro. Na Europa, na Idade Média, o sapo era associado ao Diabo, para quem um brasão de armas foi inventado, estampado com três sapos. Era sabido que o sapo podia envenenar pessoas, e como familiar de bruxas, julgava-se que tinha poderes mágicos. Mesmo as pessoas comuns fizeram uso de sapos secos, da sua bile, das fezes e do seu sangue. Nalgumas zonas, se se encontrasse um sapo numa casa era uma prova que a casa pertencia a uma bruxa. No País Basco, acreditava-se que os familiares eram sapos com vestes elegantes. Estes eram herdados pelas crianças que estavam a ser treinados como bruxas. Entre 1610 e 1612, o inquisidor espanhol Alonso de Salazar Frías investigou bruxarias da região e revistou casas de pessoas suspeitas de serem bruxas à procura de sapos vestidos. Não encontrou nenhum. Estas bruxas tinham a fama de usar sapos não domesticados como ingredientes para as suas pomadas e fermentações.
Um conto popular inglês conta como uma idosa, supostamente bruxa, amaldiçoou o proprietário e todos os seus bens quando ele exigiu o aluguel não pago pela sua casa de campo. Logo em seguida, um grande sapo caiu sobre a sua mulher e levou-a a entrar em colapso. O sapo foi atirado para o fogo mas escapou com várias queimaduras. Entretanto, a cabana da velha bruxa pegou fogo e esta foi gravemente queimada. No dia seguinte, tanto o sapo como a bruxa tinham morrido, e as queimaduras encontradas no corpo da bruxa eram iguais às do sapo.

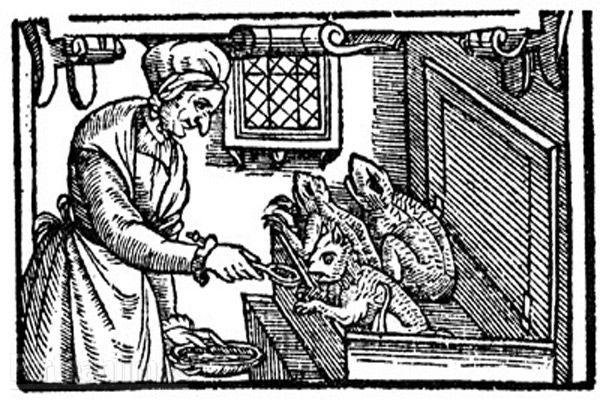
Uma gravura de madeira (1579) que mostra uma bruxa a alimentar os seus sapos familiares.

A saliva do sapo era considerada venenosa e conhecida como "veneno que abafa". Acreditava-se que o sapo podia cuspir ou vomitar fogo venenoso. Os sapos era associados aos demónios e aos diabos e em Paradise Lost, John Milton descreve Satanás como um sapo, quando ele derramou veneno no ouvido de Eva. A Primeira Bruxa, em Macbeth de Shakespeare, deu instruções sobre como usar um sapo para a criação de feitiços.
Acreditava-se que dentro da cabeça do sapo havia uma jóia, a "pedra de sapo", que quando usada como colar ou anel avisava o seu proprietário de tentativas de envenenamento. Shakespeare menciona isto em As You Like It:

Doces são os usos da adversidade

Que, como o sapo, feio e venenoso,

Não obstante usa uma jóia preciosa na sua cabeça.
Sr. Sapo Esq., é um dos principais personagens no romance juvenil The Wind in the Willows, de Kenneth Grahame. Isto foi dramatizado por vários autores, incluindo A. A. Milne que chamou à sua peça Sapo da Câmara Sapo. O Sr. Sapo, é um sapo antropomórfico vaidoso, e no livro compõe uma cantiga em seu próprio louvor que começa assim:

O mundo tem dado grandes heróis,

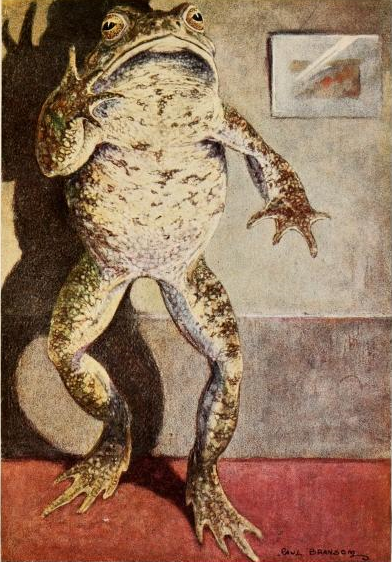
Sr. Sapo, ilustrado por Paul Bransom, 1913

Como os livros de história têm mostrado;

Mas nunca um nome caiu para a fama

Em comparação com a do Sapo!Os homens espertos de Oxford

Sabem tudo o que há para saber.

Mas nenhum sabe nem metade

Ou inteligente como o Sr. Sapo!
George Orwell no seu ensaio Some Thoughts on the Common Toad (Alguns Pensamentos sobre o Sapo-Comum), descreveu o aparecimento do sapo comum da hibernação como um dos sinais mais comoventes da Primavera.